# Wu-stijl tai chi chuan
De Wu-familie stijl Wu-stijl tai chi chuan  (vereenvoudigde Chinese karakters: 吳氏 of 吳家; pinyin: wúshì of wújiā) werd ontwikkeld door Wu Ch'uan-yu (Wu Quanyou) and Wu Jianquan (Wu Jianquan) en is de, op de Yang-stijl na, meest populaire tai chi stijl ter wereld. 

## Geschiedenis
Wu Ch'uan-yu (吳全佑, 1834–1902) was een officier van Mantsjoe-afkomst in een legerdivisie in de Verboden Stad in Peking, alsook een officier in de Keizerlijke Brigade.  In die tijd was Yang Lu-ch'an (楊露禪, 1799–1872) leraar vechtsporten in de Keizerlijke Garde en gaf les in tai chi. In 1850 werd Wu Ch'uan-yu een van zijn leerlingen. In 1870 werd Wu Ch'uan-yu gevraagd senior leerling te worden van Yang Lu-ch'an’s zoon, Yang Pan-hou (楊班侯, 1837-1890), ook leraar in de Mantsjoe militie.
Wu Ch'uan-yu zelf had drie leerlingen: zijn zoon Wu Jianquan (吳鑑泉, 1870-1942), Wang Mao Zhai and Guo Fen. In Peking werd een belangrijke tai chi school opgericht door leerlingen van Wu Ch'uan-yu van waaruit de zogenoemde "Noordelijke wu-stijl" wordt onderwezen.
Wu Jianquan werd de bekendste leraar van de familie. Daarom wordt hij naast zijn vader door zijn familie en hun leerlingen beschouwd als medeoprichter van de tai chi stijl van de Wu-familie. Hij gaf les aan grote aantallen leerlingen. Hij voerde verfijningen door om de Wu-stijl duidelijk te onderscheiden van de Yang-stijl. Hij verhuisde in 1928 naar het zuidelijke Shanghai waar hij in 1935 zijn eigen school, de Jianquan Taijiquan Association (鑑泉太極拳社) oprichtte.
Ook latere generaties van de familie Wu vervullen een belangrijke rol in het doorgeven van de tai chi stijl van de Wu-familie .
De kinderen van Wu Chien-ch'uan waren:
- zoon: Wu Kung-i (Wu Gongyi, 吳公儀, 1900-1970)
- zoon: Wu Kung-tsao (Wu Gongzao, 吳公藻, 1902-1983)
- dochter: Wu Ying-hua (Wu Yinghua, 吳英華, 1906-1996)

Wu Ying-hua en haar man, Ma Yueh-liang (Ma Yueliang, 馬岳樑, 1901-1999) namen het beheer van de Shanghai-school over. Van 1983 tot haar overlijden in 1996 was zij de hoogstgeplaatste leraar in de stijl van de Wu familie. Haar kinderen geven ook les:
Zoon Ma Hai Long werd later ook hoofd van de Shanghai school.
Zoon Ma Jiang Bao woont in Nederland en geeft les in Europa. 
Haar geadopteerde dochter Shi Mei Lin woont en geeft les in Nieuw-Zeeland en heeft ook leerlingen in Frankrijk en de Verenigde Staten.
Wu Kung-i verhuisde in 1948 naar Hongkong om daar les te geven.
Ook Wu Kung-i's kinderen waren vechtsportleraren:
- zoon Wu Ta-k'uei (Wu Dakui, 吳大揆, 1923-1972) was actief in de verzetsbeweging rond de Japanse invasie in China. Later, na de oorlog, gaf hij toch tai chi les in Japan.
- zoon Wu Ta-ch'i (Wu Daqi, 吳大齊, 1926-1993) overzag vele jaren de Wu tai chi scholen in Hongkong en zuidoost Azië en opende in 1974 de eerste tai chi school van de Wu familie in de westerse wereld in Toronto.
- dochter Wu Yen-hsia (Wu Yanxia, 吳雁霞, 1930-2001) was o.a. bekend als expert in de tai chi zwaardvorm, haar neef Wu Ta-hsin (Wu Daxin, 吳大新, 1933-2005) was o.a. bekend als een specialist in de tai chi sabelvorm.

## Uitvoering
De handvorm van de Wu-stijl is, vergeleken met de Yang-stijl, zeer compact, met de voeten naast elkaar, en wordt langzaam en ononderbroken uitgevoerd. De wapenvormen worden in de regel sneller uitgevoerd.